# Juan Cilley
Juan Germán Cilley, spesso citato solo come J.G. Cilley o J.G. Shilley (22 febbraio 1898 – Ramos Mejía, 25 febbraio 1954), è stato un calciatore argentino, di ruolo centrocampista.

## Biografia
Figlio di Jonathan Vernet Cilley e Germana Domenella, si sposò con Haydee Lartigue il 14 novembre 1932. Fu uno dei membri del Club Atlético de San Isidro che uscì dal club per fondare il quasi omonimo San Isidro Club.

## Caratteristiche tecniche
Giocava come centrocampista: ricoprì i ruoli di mediano destro e sinistro.

## Carriera

### Club
Nel 1916 faceva parte della rosa dell'Estudiantes di La Plata; con tale formazione disputò la Copa Campeonato e, tra le altre, la partita con il Gimnasia, che fu il primo derby tra le due squadre cittadine. Passò poi al San Isidro, con la cui maglia si mise in evidenza tanto da guadagnarsi la convocazione in Nazionale.

### Nazionale
Cilley fu convocato per il Campeonato Sudamericano de Football 1919. In tale competizione, però, non fu mai impiegato. In seguito scese in campo il 18 luglio 1919 a Montevideo contro l'Uruguay, per disputare il Premio Ministerio de Justicia e Instrucción Pública del Uruguay.